# Carena des Roure Monjo
La Carena des Roure Monjo és una serra situada al municipi de Vacarisses a la comarca del Vallès Occidental, amb una elevació màxima de 576 metres.